# Дшхунян, Валерий Леонидович
Валерий Леонидович Дшхунян — генеральный директор ОАО «Ангстрем» и ОАО «Российская электроника», лауреат государственных премий.
Родился 25 декабря 1944 г. в Тбилиси в семье военнослужащего. Там же окончил школу и авиационный техникум, затем в Москве — факультет математики и электроники МИФИ (1969).
Работал инженером по созданию изделий электронной техники в НИИ физических проблем (Зеленоград), затем в выделившемся из него СВЦ (Специализированный вычислительный центр), с 1976 г. вместе со своим отделом переведён в НИИ точной технологии (НИИТТ).
С 1973 года занимался разработкой первых советских микропроцессоров (серии 587). С 1974 года главный конструктор направления.
Руководил созданием комплекта 32-разрядного микропроцессора (1988—1989), в результате была создана технология проектирования, интегрирующая знания нескольких научных дисциплин — вычислительной техники, электроники, технологии и т. д.
С 1987 г. директор завода «Ангстрем», в 1993 г. избран генеральным директором ОАО «Ангстрем».
В 1998—2004 гг. генеральный директор ОАО «Российская электроника» (сменил в этой должности Илью Клебанова). С 2005 по июль 2008 г. член совета директоров ОАО «Ангстрем» (в 2005—2006 председатель совета). С 2008 по 2010 г. — генеральный директор ОАО «Ангстрем». В 2010—2012 гг. председатель совета директоров ОАО «Ангстрем».
Кандидат технических наук, защитился в 1986 году.
Соавтор более 50 изобретений (по большинству из них выданы патенты за рубежом).

## Премии и награды
- 1983 — Премии Совета Министров СССР — за работу по разработке микропроцессоров
- 1988 — Государственной премии СССР
- 2001 — Государственная премия РФ — за разработку, изготовление и внедрение наукоемких изделий из карбида кремния для технологического оборудования микроэлектроники и энергетических объектов высоких технологий.

## Сочинения
- Электронная идентификация: [Текст] : бесконечные электронные идентификаторы и смарт-карты / Дшхунян В. Л., Шаньгин В. Ф. — Москва : АСТ : NT Press, 2004 (Минская фабрика цв. печати). — 695 с. : ил.; 24 см. — (Серия «Администрирование». Категория: Информационная безопасность).; ISBN 5-17-026327-9